# Eleição municipal de Barueri em 2016
A eleição municipal de Barueri em 2016 ocorreu no dia 2 de outubro para eleger um prefeito, um vice-prefeito e 21 vereadoresno município de Barueri, no Estado de São Paulo, Brasil. O prefeito eleito foi Rubens Furlan, do PSDB, com 84,73% dos votos válidos, eleito em primeiro turno. Houve outros três candidatos: Saulo Goés, do PSOL, Néo Marques, do PMN e Cláudio Paes, da REDE. O vice-prefeito eleito na chapa de Furlan foi José Roberto Piteri, do PPS. Para as 21 vagas na Câmara Municipal de Barueri, 525 candidatos concorreram. O mais votado foi Jânio Gonçalves, do PMDB com 4.406 votos, 2,46% dos votos válidos.

## Antecedentes
Na Eleição municipal de Barueri em 2012, Gil Arantes, do DEM derrotou o candidato do PMDB Carlos Zicardi, ainda no primeiro turno.

## Candidatos
São quatro candidatos à prefeitura em 2016: Rubens Furlan (PSDB), Saulo Goes (PSOL), Néo Marques (PMN) e Claudio Paes (REDE).
| Prefeito | Prefeito                                  | Prefeito | Prefeito | Vice-prefeito (a)                     | Vice-prefeito (a) | Vice-prefeito (a)                                                                              | |
| Número   | Candidato(a)                              | Partido  | Cargos relevantes | Vice                                  | Partido           | Cargos relevantes                                                                              | Coligação |
| -------- | ----------------------------------------- | -------- | --- | ------------------------------------- | ----------------- | ---------------------------------------------------------------------------------------------- | --- |
| 18       | Claudio Paes (Claudio de Jesus Paes)      | REDE     | - Professor | Denis Lima (Denis Santos Lima         | REDE              | - Empresário                                                                                   | Sem coligação |
| 33       | Néo Marques (Manoel Luiz Marques de Lima) | PMN      | - Servidor Público Estadual | Aleane Vieira (Aleane Sousa Vieira)   | PMN               | - Advogada                                                                                     | Sem coligação |
| 45       | Rubens Furlan (Rubens Furlan)             | PSDB     | - Prefeito de Barueri (1983-1988; 1993-1996, 2005-2011). - Deputado Federal por São Paulo (1999-2002); - Deputado Estadual em São Paulo (1990-1992); - Vereador em Barueri (1977-1982). | Piteri (José Roberto Piteri)          | PPS               | - Sub-prefeito de Santana/Tucuruvi (2007–2008); - Prefeito de Jandira (1985–1988 e 1993-1996). | Novo Tempo PSDB , PPS / PTN / SD / PSC / PP / PC do B / PRB / PRTB / PTC / PV / PMDB / PTB / PEN / PSD / PSDC / PRP / PMB / PSB / DEM / PHS / PT do B / PDT) |
| 50       | Saulo Goés (Saulo Goés de Albuquerque)    | PSOL     | - Vereador em Barueri (2013-2017) | Baltasar Rosa (Baltsar Rosa da Silva) | PT                | - Advogado                                                                                     | Coragem para Mudar PSOL, PT |

## Resultados

### Prefeito
| Candidato (a)          | Vice                      | 1° Turno 2 de Outubro de 2008 Votação | 1° Turno 2 de Outubro de 2008 Votação |
|                        |                           | Total                                 | Porcentagem                           |
| Rubens Furlan (PSDB)   | José Roberto Piteri (PPS) | 143.250                               | 84,73%                                |
| Saulo Goés (PSOL)      | Baltasar Rosa (PT)        | 19.122                                | 11,31%                                |
| Néo Marques (PMN)      | Aleane Vieira (PMN)       | 3.401                                 | 2,01%                                 |
| Claúdio Paes (REDE)    | Denis Lima (REDE)         | 3.287                                 | 1,94%                                 |
| Total de votos válidos | Total de votos válidos    | 169.060                               | 84,19%                                |
| Votos em branco        | Votos em branco           | 11.030                                | 5,49%                                 |
| Votos nulos            | Votos nulos               | 20.710                                | 10,31%                                |
| Total                  | Total                     | 200.800                               | 81,95%                                |
| Abstenções             | Abstenções                | 44.227                                | 18,05%                                |
| Votos Apurados         | Votos Apurados            | 169.060                               | 100%                                  |
| Total de eleitores     | Total de eleitores        | 245.027                               | 100%                                  |

| Partido | Partido | Candidato | Votos   | Votos (%) |
| ------- | ------- | --------- | ------- | --------- |
|         | PSDB    | Furlan    | 143 250 | 84,73%    |
|         | PSOL    | Góes      | 19 122  | 11,31%    |
|         | PMN     | Néo       | 3 401   | 2,01%     |
|         | REDE    | Paes      | 3 287   | 1,94%     |
| Totais  | Totais  | Totais    | 169 060 |           |

### Vereadores:[4][5]
| Resultado da eleição para a Câmara Municipal de Barueri em 2016 por candidato |        |         |       |             |
| Candidato                                                                     | Número | Partido | Votos | Porcentagem |
|                                                                               |        |         |       |             |
| Janio                                                                         | 15633  | PMDB    | 4.406 | 2,44 %      |
| Fabião                                                                        | 65123  | PC DO B | 3.437 | 1,91 %      |
| Jose de Melo                                                                  | 10689  | PRB     | 3.124 | 1,73 %      |
| Toninho Furlan                                                                | 45000  | PSDB    | 2.977 | 1,65 %      |
| Sergio Baganha                                                                | 45620  | PSDB    | 2.886 | 1,60 %      |
| Zé Baiano                                                                     | 15555  | PMDB    | 2.787 | 1,55 %      |
| Silvio Macedo                                                                 | 27123  | PSDC    | 2;547 | 1,41%       |
| Fabinho do Imperial                                                           | 55100  | PSD     | 2.384 | 1,32%       |
| Allan Miranda                                                                 | 45123  | PSDB    | 2.266 | 1,26%       |
| Rafa Gente da Gente                                                           | 25456  | DEM     | 2.237 | 1,24%       |
| Rodrigo Rodrigues                                                             | 43005  | PV      | 2.198 | 1,22%       |
| Luiz do Supermercado Silva                                                    | 25000  | DEM     | 2.175 | 1,21%       |
| Carlinhos do Açougue                                                          | 24655  | DEM     | 2.150 | 1,19%       |
| Neto Amorim                                                                   | 43100  | PV      | 2.012 | 1,12%       |
| Kascata                                                                       | 40123  | PSB     | 1.994 | 1,11%       |
| Barrão                                                                        | 19123  | PTN     | 1.964 | 1,09%       |
| Robertinho                                                                    | 77345  | SD      | 1.831 | 1,02%       |
| Chico Vilela                                                                  | 14140  | PTB     | 1.817 | 1,01%       |
| Reinaldo Campos                                                               | 19133  | PTN     | 1.748 | 0,97%       |
| Wilson Zuffa                                                                  | 10123  | PRB     | 1.692 | 0,94%       |
| Luizinho do Camargo                                                           | 12123  | PDT     | 991   | 0,55%       |